# Ab Bar
Ab Bar (újperzsa nyelven: آب‌بر) város Iránban, az ország északnyugati részén fekvő Zandzsán tartomány északkeleti részén fekvő Tárom megye székhelye. A 2006 évi népszámláláskor 4918 lakosa volt.

## Fekvése
Szoltánijetől északra fekvő település. A város közelében több vízesés is található.

## Leírása
A 623 méter magasságban fekvő kis város lakói főleg mezőgazdasággal foglalkoznak. A földeken főleg olívát, őszibarackot, gránátalmát, burgonyát, fokhagymát, hagymát termesztenek. A szőnyeggyártás és a kosárfonás alkotja a helyi kézműves ipar gerincét.

## Fordítás
- Ez a szócikk részben vagy egészben  az   Ab Bar című angol Wikipédia-szócikk ezen változatának fordításán alapul.  Az eredeti cikk szerkesztőit annak laptörténete sorolja fel. Ez a jelzés csupán a megfogalmazás eredetét és a szerzői jogokat jelzi, nem szolgál a cikkben szereplő információk forrásmegjelöléseként.
- Ez a szócikk részben vagy egészben  a(z)   آب‌بر (زنجان) című perzsa Wikipédia-szócikk ezen változatának fordításán alapul.  Az eredeti cikk szerkesztőit annak laptörténete sorolja fel. Ez a jelzés csupán a megfogalmazás eredetét és a szerzői jogokat jelzi, nem szolgál a cikkben szereplő információk forrásmegjelöléseként.

1. ↑  جمعیت به تفکیک تقسیمات کشوری (perzsa nyelven). (Hozzáférés: 2023. október 29.)